# Бацмани
Бацмани́ — село в Україні, у Сумській області, Роменському районі. Населення становить 567 осіб. Входить до складу Роменської міської громади. До 2020 орган місцевого самоврядування — Малобубнівська сільська рада.
У селі збирав фольклор відомий український вчений Павло Гнідич. Він відзначив виняткове багатство народної культури Бацманів на поч. XX ст.:
| Більша частина записів зроблена в селі Бацманах, що входило в сам план збирання: хотілося дати, по можливості, вичерпний опис якої-небудь однієї місцевості". Але навіть ті 1500-1600 записів, які припадають на долю Бацманів, не вичерпують того, щоб там можна було записати. Тим більше це можна сказати про інші райони запису. |
Село постраждало внаслідок геноциду українського народу, проведеного окупаційним урядом СРСР 1932—1933.

## Географія
Село Бацмани розташоване на березі річки Олава, вище за течією впритул село Гаврилівка, нижче за течією на відстані 1,5 км розташоване село Малі Бубни.
По селу течуть струмки з загатами.
Поруч автомобільний шлях Н07.

## Історія

### Давні часи
Село Бацмани виникло кілька століть тому(за переказами старожилів), як вільне козацьке поселення серед лісів і луків річки Олави. Бацмани були волосним селом Полтавської губернії. Бацманівське волосне правління мало під своєю владою 6 поселень, 2 села, 2 великих хутори. Посеред села є природна трикутна гора, або ще так звана церковна гора. На ній колись стояла церква Успенія Пресвятої Богородиці, а пізніше і церковно-приходська школа, побудована місцевим земством за сприяння І. Л. Александровича. Також серед жителів села побутують легенди про те що воно має дуже давнє коріння. Ще за часів монголо-татарського іга в цих місцях збирали данину і ставили печать Бацмана.(це третя версія появи назви — Бацмани)

### Новий час
Село Бацмани вперше згадується уже в 20-х роках 17-го ст., у часи панування в Україні Польсько-Литовської держави. На карті Київського воєводства середини 17-го ст. французького інженера Гійома Боплана бачимо цілу низку сіл: Великі і малі Бубни, Житнє, Миколаївка, Москалівка, Гудими, Левченки, Салогубівка та інші. На цій першій детальній карті Роменшини були позначені й річки: Сула, Ромен, Рашівка, Локня та Олава, на берегах якої й почали виростати перші садиби села Бацмани.Про село, його фольклор, обряди, звичаї можна дізнатися з книги П.О.Гнідича "“Матеріали з народної словесності Полтавської губернії. Роменський повіт” (Полтава, 1914-1915). Вчений записав у цьому селі близько 2000 пісень та кількасот казок, легенд і переказів. Це видання вийшло у 5 томах: перший (“Пісні обрядові”), другий (“Пісні необрядові”, у двох книгах), четвертий (“Казки, легенди, оповідання”), а також ненумерована збірка “Оповіді козаків”. Видання підготовлених до друку третього і п’ятого томів у зв’язку з початком революції і громадянської війни було припинене. Ці томи вважаються втраченими. По-своєму унікальним є том під назвою "Оповіді козаків, до якого увійшли розповіді про своє життя, розказані Захаром Юхимовичем Шкурою, Наумом Івановичем Супруном і Савою Петровичем Саливоном.  В ті часи переважна більшість козаків і поміщиків займалась численними промислами, з назвами яких, а також з іменами господарів були пов'язані назви околиць та урочищ села, які лишились і по нині. В балці Діхтярина, де колись було три ставки, росло багато березини, з якої козаки робили дьоготь. Також є Гутарів садочок-урочище, де в ті часи проживав козак по йменню Гутар. Він займався землеробством і мав великий фруктовий сад. У північній частині Бацманів і зараз є велика балка під назвою Липки, яку вона отримала через те, що там росло багато лип і стояла велика пасіка. Кажуть, що тут проживав запорозький козацький отаман.

### Новітній період
Багато горя пережили наші предки. Печеніги й половці, монголо-татарська навала і засилля польських магнатів відривали їх від плуга і примушували брати в руки зброю. В літописах є свідчення про 46 нападів на Русь лише половців, 24 рази за два століття згадується річка Сула, як місце кривавих побоїщ з печенігами і половцями. Війни, безземелля та постійний гніт панів не обминали села. Бацманівські хлібороби, як і всі українські селяни були обурені реформою 1861 р., що не принесла їм справжньої волі, ні землі, не полегшила їх економічного становища. тому й не дивно, що селянські заворушення протягом десятиліть лихоманили й Роменщину. А коли прокотились над нашою землею хвилі революційних подій 1905—1907 рр., а потім війни, багато людей вітало встановлення Радянської влади. До революції в селі було розвинуте кустарне ремісництво. Серед відомих в окрузі промислів була цегельна Мини Брудного. Цеглу з помітками і сьогодні можна побачити на приміщенні лікарні. На південь від села нижче по течії Олави, була мануфактура Шеремета, де валяли вовну і виготовляли повсть. Від цього промислу залишилось лише назва урочища «Валуші». своєрідності селу надавали вітряки, яких було багато на найвищих пагорбах. Після революції в селі Бацмани було встановлено радянську владу. Але вже в 1919 р. спалахують численні повстання; селяни відмовлялися віддавати хліб російським військам.

### Голодомор
В Бацманах перший колгосп було створено в 1931 р. і включав чотири рільничих бригади. головою колгоспу було обрано місцевого жителя Гусака. Пережило село голодомор. Зникло багато хуторів в околицях, а їх мешканців розвіяло по світу. Ось як розповідає про Голодомор 1932-3 років жителька с. Бацмани Олександра Карпівна Бондарець:
| "Було мені тоді 9 років, жили ми в Бацманах - батько, мати, дідусь, я і мої старший та молодший брати. У нас було десять десятин землі, двоє волів і двоє коней, хата, клуня, комора та сарай. Ми самі обробляли землю і з цього жили, але весною 1932-го року в селі стали організовувати колгоспи. люди самі туди не йшли, бо боялися. Сільські люди звиклі були до праці, бо в кожній сім'ї була земля та худоба. Лише п'яниці та ті, які не хотіли працювати, зразу побігли в активісти, щоб грабувати людей. Їх у селі назбиралося до десятка. активістам видавали гвинтівки, партійні квитки та всю владу в їх брудні руки. Владі в ті роки потрібні було золото, зерно, щоб купувати за кордоном верстати, гармати й іншу техніку. Тому в людей забирали все: землю, скотину, зерно,вози, плуги, але владі було потрібно ще, ще й ще. Активісти ходили по хатах і забирали навіть те, що залишилось у вузликах. Діти були голодні, пухли від голоду. В нашій сім'ї дідусь(90 років) і мій молодший братик (3 роки) лежали на печі цілими днями голодні, з пухлими ручками і ніжками, все просили їсти, поки не вмерли. Мама бігала по заробітках у сім'ї цих же активістів, і тільки принесе додому жменю якихось бобів або висівок, як на ранок приходили в домівку активісти і все забирали. Багнетом перекопають всю долівку в хаті у пошуках чогось цінного або зерна. Побили всі миски, горщики, сказали, що вони нам вже не потрібні, бо ми всі скоро повмираємо. Де яка цінна одежина або скриня - забирали собі додому, а потім продавали в Ромнах на базарі. Мама моя впізнала свою скриню на базарі, яку продавала жінка активіста. активісти були нелюди. Вони били людей прикладами, жінок тягали за коси, щоб ті сказали, де заховане зерно, бо їм все було дозволено робити владою. Дивилися в кого йде дим з труби у домівці, і приходили шукати туди, що там вариться в печі. Прийшла сувора зима 1933 року. До нашої домівки прийшли активісти, зірвали з петель двері в хату і вкинули в колодязь, щоб ми не могли ні води пити, ні грітися у хаті. Мама завісила якимсь ганчір'ям двері, і ми так зимували. Їли горобців, ворон, що ловили хлопці і варили їх у горщиках, щоб не вмерти з голоду, але й їх скоро не стало. Навіть тих хто пішов у колгосп, також обшукали і все забрали, але згодом почали давати якусь побовтюху, щоб могли працювати. Мій батько і мати теж пішли у колгосп, але все одно був голод по хатах. Прийшла весна 1933 року, і ми почали збирати з дерев бруньки, які ще не розпустилися і їли їх замість хліба, потім варили і їли яглицю. Так і пережили голод" |
У вересні 1941 з села втекли організатори Голодомору. Але встигли забрати до свого війська 230 чоловік. Половину довели до смерті на фронтах — повернулися з фронтів лише 114 чоловік, майже всі були зраненими й скаліченими. Старі люди пам'ятають, як на мітингу 22 червня 1941 року односелець Григорій Ковтун сказав: «Ось побачите люди добрі, ми дійдемо до Берліна.» І Олексій Міщенко дійшов. Під час штурму рейхстагу він командував батальйоном. Повернувся в село контужений і покалічений у званні майора. До кінця життя його так і звали: майор. Створена бацманівська підпільна партійна група, яку очолили Короткий Яків Якович — директор школи, та Комендант Григорій Платонович — голова сільської ради. Але не довго існувала вона. Її керівники були схоплені і страчені у грудні 1941 як сталінські диверсанти.
Відступаючи, в 1943 р. німецька влада ліквідувала будівлі школи, клуб, будинок сільської ради, ферми, зірвали міст через річку Олаву, намагались підпалити лікарню аби не дісталася сталіністам. Лікарню вдалося врятувати завдяки сміливості медичної сестри Хацько Марії Адамівни. свідченням пам'яті про минулу війну, вічної скорботи та гордості за односельчан, височіють два пам'ятники. Один — невідомим солдатам, а на іншому викарбувані прізвища 109 чоловік, які загинули. Після війни сталінська влада знову заходилася робити Голодомор — 1946 року у селі Бацмани знову з'явилися пухлі люди. Комуністи поводилися зухвало, бо усі чоловіки були на фронтах.
В 1960-р. село ввійшло до складу Роменського району. В 60-хр. почали відбудовувати школу. Було зведено фундамент, але будівництво зупинилось на десятки років. Минуло кілька років і село потрапило до розряду неперспективних. Юнаки і дівчата кидали село. Все рідше в селі справляли весілля, дзвеніли дитячі голоси. В кінці 60-х років була ліквідована Бацманівська сільська рада. Бацманівський колгосп «Нове життя» об'єднали з колгоспом ім. Браташа. Восьмирічна школа стала початковою з комбінованими класами. Про Бацмани влада не дбала зовсім. Крім тваринницьких ферм, у селі нічого не будували. Отак і жили, вірніше доживали Бацмани. Вимирали старі одинокі люди, все більше залишалося осиротілих, порослих бур'янами дворищ. Старі солом'яні хати порозвалювались. Село гинуло на очах.
І, мабуть, Бацмани вже давно було б доживаючим хутором, якби не трагедія на ЧАЕС, яка зруйнувала стільки доль, а Бацмани відродила. За два роки в селі спорудили 20 будинків, у яких поселилися люди з Житомирщини, які потерпіли від аварії на ЧАЕС. Збудували дорогу з твердим покриттям та міст через річку Олава. В цей час бацманівці вирішили боротися за свою економічну незалежність. Оббивали пороги кругом: і в Ромнах, і в Сумах, і навіть у Києві, і свого досягли. Створили в Бацманах новий колгосп «Нове життя». Серед всіх кандидатів на голову колгоспу зупинилися на Василеві МиколайовичуКовернинський. Молодий, але бувалий, з досвідом. Кілька років очолював одне з господарств у Житомирській області. Починав В. М. Ковернинський з найважчого — з будівництва. Впорядкували машинно-тракторний стан, збудували дороги з твердим покриттям майже на всіх вулицях села, відремонтували млин, збудували зерносклади, запрацювала пилорама. А на околицях виросли нові вулиці. Бацманівці стали краще обробляти землю і вона віддячила добрими урожаями. Та найбільша радість бацманівців — це нова триповерхова школа, яка виросла на місці земської, спаленої під час війни. Намагаючись якнайбільше зробити для села і району, В. М. Ковернинський перейшов працювати до Роменської районної ради на посаду першого заступника голови. А працівники колгоспу «Нове життя» обрали своїм керівником головного агронома Ткаченка Бориса Валерійовича. З часом колгосп «Нове життя» став закритим акціонерним товариством.
12 червня 2020 року, відповідно до розпорядження Кабінету Міністрів України № 723-р «Про визначення адміністративних центрів та затвердження територій територіальних громад Сумської області», село увійшло до складу Роменської міської громади.
19 липня 2020 року, в результаті адміністративно-територіальної реформи та ліквідації Роменського району(1930—2020), увійшло до складу новоутвореного Роменського району.

## Політика

### Парламентські вибори, 2019
На позачергових парламентських виборах 2019 року у селі функціонувала окрема виборча дільниця № 590510, розташована у приміщенні об’єкту дозвіллєвої роботи.
Результати
- зареєстровано 367 виборців, явка 50,95%, найбільше голосів віддано за «Слугу народу» — 44,02%, за Радикальну партію Олега Ляшка — 17,39%, за «Опозиційну платформу — За життя» і Всеукраїнське об'єднання «Батьківщина» — по 10,33%[4]. В одномандатному окрузі найбільше голосів отримав Максим Гузенко (Слуга народу) — 37,78%, за Віктора Ладуху (Всеукраїнське об'єднання «Батьківщина») — 19,44%, за Анатолія Кобзаренка (самовисування) — 15,00%[5].

## Економіка
- Молочно-товарна ферма.
- «Нове життя» ЗАТ.

## Населення

### Мова
Розподіл населення за рідною мовою за даними перепису 2001 року:
| Мова       | Кількість | Відсоток |
| ---------- | --------- | -------- |
| українська | 554       | 97.71%   |
| російська  | 9         | 1.59%    |
| румунська  | 3         | 0.53%    |
| білоруська | 1         | 0.17%    |
| Усього     | 567       | 100%     |

## Соціальна сфера
- Школа.
- Школа I—III  ст.
- Дитячий садок «Сонечко»

## Відомі люди
- уродженцями села є:
- Луценко Богдан Анатолійович — український військовик, учасник російсько-української війни[7][8].
- художник Коровчинський Віктор Мусійович.
- Юрко Микола Порфирович — радянський партійний і державний діяч, депутат Верховної Ради Української РСР 3-го (1951—1955) скликання.